# Біатлон на зимових Олімпійських іграх 2022
Змагання з біатлону на зимових Олімпійських іграх 2022 тривали з 5 до 18 лютого 2022 року в місті Чжанцзякоу на базі Національного центру біатлону.

## Розклад змагань
Вказано місцевий час (UTC+8). Розклад може змінитися в належний час.
| Дата      | Час   | Дисципліна                                         |
| --------- | ----- | -------------------------------------------------- |
| 5 лютого  | 17:00 | Змішана естафета 4x6 км                            |
| 7 лютого  | 17:00 | Індивідуальні перегони на 15 км серед жінок        |
| 8 лютого  | 16:30 | Індивідуальні перегони на 20 км серед чоловіків    |
| 11 лютого | 17:00 | Спринт на 7,5 км серед жінок                       |
| 12 лютого | 17:00 | Спринт на 10 км серед чоловіків                    |
| 13 лютого | 17:00 | Перегони переслідування на 10 км серед жінок       |
| 13 лютого | 18:45 | Перегони переслідування на 12,5 км серед чоловіків |
| 15 лютого | 14:30 | Естафета 4x7,5 км серед чоловіків                  |
| 16 лютого | 15:45 | Естафета 4x6 км серед жінок                        |
| 18 лютого | 15:00 | Масстарт на 12,5 км серед жінок                    |
| 18 лютого | 17:00 | Масстарт на 15 км серед чоловіків                  |

## Чемпіони та призери

### Таблиця медалей
| Загальна кількість медалей |                            |        |        |        |       |
| Місце                      | Країна                     | Золото | Срібло | Бронза | Разом |
| 1                          | Норвегія                   | 6      | 2      | 6      | 14    |
| 2                          | Франція                    | 3      | 4      | 0      | 7     |
| 3                          | Швеція                     | 1      | 3      | 0      | 4     |
| 4                          | Німеччина                  | 1      | 0      | 1      | 2     |
| 5                          | Олімпійський комітет Росії | 0      | 1      | 3      | 4     |
| 6                          | Білорусь                   | 0      | 1      | 0      | 1     |
| 7                          | Італія                     | 0      | 0      | 1      | 1     |
| Загалом:                   | Загалом:                   | 11     | 11     | 11     | 33    |

### Чоловіки
| Дисципліна              | Золото                                                                               | Золото    | Срібло                                                                  | Срібло    | Бронза                                                                                           | Бронза    |
| ----------------------- | ------------------------------------------------------------------------------------ | --------- | ----------------------------------------------------------------------- | --------- | ------------------------------------------------------------------------------------------------ | --------- |
| Індивідуальні перегони  | Кентен Фійон-Має · Франція                                                           | 48:47.4   | Антон Смольський · Білорусь                                             | 49:02.2   | Йоганнес Бо · Норвегія                                                                           | 49:18.5   |
| Спринт                  | Йоганнес Бо · Норвегія                                                               | 24:00.3   | Кентен Фійон-Має · Франція                                              | 24:25.9   | Тар'єй Бо · Норвегія                                                                             | 24:39.3   |
| Перегони переслідування | Кентен Фійон-Має · Франція                                                           | 39:07.5   | Тар'єй Бо · Норвегія                                                    | 39:36.1   | Едуард Латипов · Олімпійський комітет Росії                                                      | 39:42.8   |
| Масстарт                | Йоганнес Бо · Норвегія                                                               | 38:14.4   | Мартін Понсілуома · Швеція                                              | 38:54.7   | Ветле Шостад Крістіансен · Норвегія                                                              | 39:26.9   |
| Естафета                | Норвегія · Стурла Гольм Легрейд · Тар'єй Бо · Йоганнес Бо · Ветле Шостад Крістіансен | 1:19:50.2 | Франція · Фаб'єн Клод · Емільєн Жаклен · Сімон Детьє · Кентен Фійон-Має | 1:20:17.6 | Олімпійський комітет Росії Халілі Саїд Карімулла Олександр Логінов Максим Цвєтков Едуард Латипов | 1:20:35.5 |

### Жінки
| Дисципліна              | Золото                                                                    | Золото    | Срібло                                                                                           | Срібло    | Бронза                                                                     | Бронза    |
| ----------------------- | ------------------------------------------------------------------------- | --------- | ------------------------------------------------------------------------------------------------ | --------- | -------------------------------------------------------------------------- | --------- |
| Індивідуальні перегони  | Деніз Геррманн · Німеччина                                                | 44:12.7   | Анаїс Шевальє · Франція                                                                          | 44:22.1   | Марте Ольсбу-Рейселанн · Норвегія                                          | 44:28.0   |
| Спринт                  | Марте Ольсбу-Рейселанн · Норвегія                                         | 20:44.3   | Ельвіра Карін Еберг · Швеція                                                                     | 21:15.2   | Доротея Вірер · Італія                                                     | 21:21.5   |
| Перегони переслідування | Марте Ольсбу-Рейселанн · Норвегія                                         | 34:46.9   | Ельвіра Карін Еберг · Швеція                                                                     | 36:23.4   | Тіріль Екгофф · Норвегія                                                   | 36:35.6   |
| Масстарт                | Жустін Брезаз-Буше · Франція                                              | 40:18.0   | Тіріль Екгофф · Норвегія                                                                         | 40:33.3   | Марте Ольсбу-Рейселанн · Норвегія                                          | 40:52.9   |
| Естафета                | Швеція · Лінн Перссон · Мона Брорссон · Ганна Еберг · Ельвіра Карін Еберг | 1:11:03.9 | Олімпійський комітет Росії Ірина Казакевич Христина Рєзцова Світлана Міронова Уляна Нігматулліна | 1:11:15.9 | Німеччина · Ванесса Фоґт · Ванесса Гінц · Франциска Пройс · Деніз Геррманн | 1:11:41.3 |

### Змішані змагання
| Дисципліна | Золото                                                                      | Золото    | Срібло                                                                    | Срібло    | Бронза                                                                                          | Бронза    |
| ---------- | --------------------------------------------------------------------------- | --------- | ------------------------------------------------------------------------- | --------- | ----------------------------------------------------------------------------------------------- | --------- |
| Естафета   | Норвегія · Марте Ольсбу-Рейселанн · Тіріль Екгофф · Тар'єй Бо · Йоганнес Бо | 1:06.45.6 | Франція · Анаїс Шевальє · Жулья Сімон · Емільєн Жаклен · Кентен Фійон-Має | 1:06.46.5 | Олімпійський комітет Росії Уляна Нігматулліна Христина Рєзцова Олександр Логінов Едуард Латипов | 1:06.47.1 |